# 川島堅
川島 堅（かわしま けん、1969年7月20日 - ）は、東京都練馬区出身の元プロ野球選手（投手）。右投右打。

## 来歴・人物
東亜学園高時代は、2年夏の全国高等学校野球選手権西東京大会から背番号11でベンチ入りし主戦級で活躍。初めてエースナンバーを背負った1986年第68回全国高等学校野球選手権大会では初戦（2回戦）で米子東高校に敗れた。
1987年の第69回全国高等学校野球選手権大会では、理想的なフォームで34イニング連続無四球という優れた制球力に加え、伸びのあるストレートとキレのあるカーブを武器に準決勝に進出。常総学院の島田直也と投げ合うが、延長10回1-2xでサヨナラ負けを喫する。右オーバースローの本格派で投球フォームは実にきれいで高校時代から完成された投手といわれていた。当時高校野球で最強軍団と言われていたPL学園の主力選手たちも川島の速球は一目置く存在であった。立浪和義はプロ入りした同級生で印象に残った選手として川島の名前を挙げている 。
同年のドラフト会議で阪神タイガース・近鉄バファローズ・広島東洋カープの3球団からの1位指名を受け、抽選の結果広島が交渉権を獲得し入団。
高卒新人ながら即戦力として期待され、ルーキーイヤーから一軍登板を果たしたが、その後は伸び悩み、首脳陣に命じられたピッチングフォームの変更による肘の故障にも見舞われ、大成することはなかった。
1994年に広島から戦力外通告を受け退団。
1995年は、当時広島カープと業務提携していた台湾プロ野球・中華職業棒球大聯盟の時報イーグルス（現在は解散）に移籍し同年限りで現役引退。
引退後は、柔道整復師の資格を取得。
2001年から東京都武蔵野市に武蔵境中央整骨院を開業、2007年からは東京都小平市の一橋整骨院で院長を務めている。
キレの良いストレートとスライダー、カーブ、フォークなどの変化球を投げ分けていた。

## 詳細情報

### 年度別投手成績
| 年 度     | 球 団     | 登 板 | 先 発 | 完 投 | 完 封 | 無 四 球 | 勝 利 | 敗 戦 | セ 丨 ブ | ホ 丨 ル ド | 勝 率 | 打 者 | 投 球 回 | 被 安 打 | 被 本 塁 打 | 与 四 球 | 敬 遠 | 与 死 球 | 奪 三 振 | 暴 投 | ボ 丨 ク | 失 点 | 自 責 点 | 防 御 率 | W H I P |
| --------- | --------- | ----- | ----- | ----- | ----- | -------- | ----- | ----- | -------- | ----------- | ----- | ----- | -------- | -------- | ----------- | -------- | ----- | -------- | -------- | ----- | -------- | ----- | -------- | -------- | ------- |
| 1988      | 広島      | 5     | 2     | 1     | 0     | 0        | 0     | 1     | 0        | --          | .000  | 87    | 19.2     | 20       | 1           | 11       | 0     | 0        | 14       | 0     | 0        | 8     | 8        | 3.66     | 1.58    |
| 1989      | 広島      | 10    | 5     | 1     | 0     | 0        | 1     | 2     | 0        | --          | .333  | 141   | 33.2     | 29       | 3           | 10       | 2     | 0        | 27       | 1     | 0        | 15    | 15       | 4.01     | 1.16    |
| 1991      | 広島      | 1     | 1     | 0     | 0     | 0        | 0     | 1     | 0        | --          | .000  | 22    | 4.2      | 8        | 2           | 1        | 0     | 0        | 2        | 0     | 0        | 7     | 7        | 13.50    | 1.93    |
| 1994      | 広島      | 2     | 0     | 0     | 0     | 0        | 0     | 0     | 0        | --          | ----  | 9     | 1.2      | 3        | 0           | 1        | 0     | 0        | 1        | 0     | 0        | 2     | 2        | 10.80    | 2.40    |
| 1995      | 時報      | 11    | 3     | 0     | 0     | 0        | 1     | 0     | 0        | --          | 1.000 | 129   | 26.0     | 41       | 3           | 13       | 0     | 0        | 13       | 2     | 0        | 24    | 18       | 6.23     | 2.08    |
| NPB：4年  | NPB：4年  | 18    | 8     | 2     | 0     | 0        | 1     | 4     | 0        | --          | .200  | 259   | 59.2     | 60       | 6           | 23       | 2     | 0        | 44       | 1     | 0        | 32    | 32       | 4.83     | 1.39    |
| CPBL：1年 | CPBL：1年 | 11    | 3     | 0     | 0     | 0        | 1     | 0     | 0        | --          | 1.000 | 129   | 26.0     | 41       | 3           | 13       | 0     | 0        | 13       | 2     | 0        | 24    | 18       | 6.23     | 2.08    |

### 記録
NPB
- 初登板：1988年9月16日、対阪神タイガース22回戦（阪神甲子園球場）、5回裏に3番手として救援登板、1回無失点
- 初奪三振：同上、5回裏に山口重幸から
- 初先発：1988年9月25日、対読売ジャイアンツ26回戦（広島市民球場）、6回3失点
- 初完投：1988年10月18日、対ヤクルトスワローズ25回戦（明治神宮野球場）、8回2/3を4失点で敗戦投手
- 初勝利・初完投勝利：1989年4月29日、対阪神タイガース4回戦（阪神甲子園球場）、9回1失点

### 背番号
- 21 （1988年 - 1993年）
- 41 （1994年）
- 34 （1995年）

## 関連情報

### 著書
- 『野球肩・野球ひじを治す本―“甲子園史上最も美しいフォームの投手”が指導』（マキノ出版）、2004年4月、ISBN 4837670210